# Anthophora hispaniola
Anthophora hispaniola är en biart som beskrevs av Brooks 1999. Anthophora hispaniola ingår i släktet pälsbin, och familjen långtungebin. Inga underarter finns listade i Catalogue of Life.